# Valdelubiel
Valdelubiel es una localidad española del municipio de Burgo de Osma-Ciudad de Osma, perteneciente a la provincia de Soria, en la comunidad autónoma de Castilla y León.

## Toponimia
Algunos estudiosos, como Menéndez Pidal, hayan la raíz del nombre en Val-de-lobo, añadiendo la terminación -iel que denotaría el origen mozárabe del topónimo. Joan Corominas en sus 'Estudis de Toponimia catalana', II, 134, hablando de la localidad de Baldellou dice: ”Ciertos eruditos locales, seguidos por Menéndez Pidal, han afirmado que viene de Val de Lo(b)o; el último compara con Valdelobo (Cáceres), Valdelobos (Toledo) y Valdelubiel (Soria)”. 

## Geografía

Término municipal de El Burgo de Osma.

Situada al suroeste de la provincia de Soria, desde Soria capital, se coge la N-122 en dirección Valladolid, a 60 km está el Burgo de Osma, donde se toma la carretera SO-920 recorriendo unos 6 km.
En el siglo XIX se mencionaban los «buenos trozos de monte poblados de roble, enebro, sabinas, estepas y otros arbustos» existentes en el término.
Situado en la carretera que lleva desde Burgo de Osma al Cañón del río Lobos, zona llena de pomares. La Ruta de la manzana está a pocos kilómetros. Forma parte del partido judicial de Burgo de Osma.

## Historia
En la obra Fuentes y Manantiales de Soria en el siglo XIX' Sebastián de Miñano (1826-1829), Pascual Madoz (1845-1850) y Manuel Blasco (1909) enumeran las fuentes de Valdelubiel de la siguiente manera: "fuera de la poblacion dos fuentes de buenas aguas, de las que se surte el vecindario"
En el censo de 1879, ordenado por el conde de Floridablanca, figuraba como lugar del partido de El Burgo de Osma en la intendencia de Soria, conocido entonces como Val de Lubiel, con jurisdicción de realengo y bajo la autoridad del alcalde pedáneo. Contaba con 81 habitantes.
A la caída del Antiguo Régimen la localidad se constituye en municipio constitucional en la región de Castilla la Vieja que en el censo de 1842 contaba con 24 hogares y 90 vecinos. Hacia mediados del siglo XIX, el lugar, que al parecer formaría por entonces parte del ayuntamiento de Valdemaluque, tenía contabilizadas 18 casas. Aparece descrito en el decimoquinto volumen del Diccionario geográfico-estadístico-histórico de España y sus posesiones de Ultramar de Pascual Madoz de la siguiente manera:

VAL DE LUBIEL: l. del ayunt. de Val de Maluque en la prov. de Soria (9 leg.), part. jud. de Osma (1 1/2), aud. terr. y c. g. de Burgos (17), dióc. de Osma (1 1/2): sit. en una hondonada próximo al r. Ucero y otro arroyo ; su clima es propenso á pulmonias y fiebres intermitentes: tiene 18 casas; escuela de instruccion primaria frecuentada por 8 alumnos de ambos sexos á cargo de un maestro que percibe una corta dotacion y las retribuciones de los discípulos; una igl. aneja de la de Val de Maluque; fuera de la pobl. dos fuentes de buenas aguas, de las que se surte el vecindario: el terreno bañado por los indicados r. y arroyo es de buena calidad; comprende buenos trozos de monte poblados de roble, enebro, sabinas, estepas y otros arbustos. caminos: los locales en mediano estado. correo: se recibe y despacha en el Burgo. prod.: trigo, cebada, centeno, avena, legumbres, patatas, leñas de combustible y buenos pastos, con los que se mantiene ganado lanar, cabrio, vacuno, mular y asnal; hay caza de perdices, y liebres y pesca de truchas y barbos. pobl.: 24 vec., 90 alm. cap imp.: 16,890 rs. 32 mrs.
(Madoz, 1849, p. 257)

Posteriormente se integró en el municipio de El Burgo de Osma.

## Demografía
En el año 1981 contaba con 79 habitantes, concentrados en el núcleo principal, pasando a 39 en 2009.